# NSGカレッジリーグ
NSGカレッジリーグは、新潟県新潟市中央区に本部を置く日本最大級の専門学校グループである。学校法人国際総合学園が設置する専門学校のうち、新潟県所在の学校で構成されている。

## 概要
全29校の学科を合わせると223学科（423コース）にもなり、文部科学省が分類する8つの分野（工業・農業・医療・衛生・教育および社会福祉・商業実務・服飾および家政・文化・教養）をすべてカバーしている。
学生は新潟県内のみならず、全国47都道府県の高校の生徒のほか、社会人や大学・短大の卒業者（中退者）の入学が毎年増加傾向にある。
日本語学科を併設する学校（観光系）に於いては、日本に隣接する中国・韓国はもとより、東南アジア諸国など世界各国からの留学生の入学も上昇傾向にある。

## 特徴
NSGカレッジリーグの教育に対する取り組みは、夢を叶える3つの教育理念 「専門力の育成」「人間力の育成」「国際力の育成」 と5つの信頼「学生・保護者」「卒業生」「高等学校」「地域社会」「業界・企業」からの信頼と絆で建学の理念を掲げている。また合同行事（入学式・卒業式・大学園祭・大運動会）も盛んに行われている。
NSGグループの運営ということもあり創設者の池田弘が会長を務めるアルビレックス新潟、その他、新潟アルビレックスBB、新潟アルビレックスBBラビッツ、新潟アルビレックス・ベースボール・クラブ等と実質的な関係がある。そのため各クラブは、オレンジをチームカラーにしている場合が多い。

## 沿革
- 1976年 - 新潟デザイン専門学校設置。
- 1979年 - 新潟ビジネス専門学校設置。
- 1983年 - 長岡公務員･情報ビジネス専門学校設置。
- 1985年 - 新潟コンピュータ専門学校設置。
- 1990年 - 国際トータルファッション専門学校設置。
- 1992年 - 国際外語・観光・エアライン専門学校設置。
- 1994年 - 新潟工科専門学校、国際こども・福祉カレッジ、専門学校アップルスポーツカレッジ設置。
- 1995年 - 国際音楽エンタテイメント専門学校設置。
- 1997年 - 新潟会計ビジネス専門学校設置。
- 1999年 - 新潟公務員法律専門学校、全日本ウィンタースポーツ専門学校設置。
- 2000年 - 国際ペットワールド専門学校/国際ビューティモード専門学校、日本アニメ・マンガ専門学校設置。
- 2002年 - 国際メディカル専門学校、JAPANサッカーカレッジ設置。
- 2004年 - 国際ホテル・ブライダル専門学校、国際自然環境アウトドア専門学校、新潟国際自動車大学校 設置。
- 2006年 - 国際調理製菓専門学校設置。
- 2007年 - 国際映像メディア専門学校設置。
- 2008年 - 伝統文化と環境福祉の専門学校設置。
- 2011年 - 新潟農業・バイオ専門学校設置。
- 2013年 - 長岡こども･医療･介護専門学校設置。
- 2015年 - 上越公務員・情報ビジネス専門学校設置。
- 2019年 - 新潟法律大学校設置。
- 2020年4月 - 三条看護・医療・歯科衛生専門学校設置。

## 構成校
- 長岡公務員・情報ビジネス専門学校（NJC)
- 長岡こども・医療・介護専門学校（N-heart)
- 上越公務員・情報ビジネス専門学校（JJC)
- 新潟ビジネス専門学校（NBC）
- 新潟公務員法律専門学校（NCOOL）
- 新潟法律大学校（NLEED)
- 新潟コンピュータ専門学校（NCC)
- 新潟デザイン専門学校（NCAD)
- 新潟工科専門学校 (NIT)
- 新潟農業・バイオ専門学校（Abio)
- 国際トータルファッション専門学校（NITF)
- 国際メディカル専門学校（ICM)
- 国際外語・観光・エアライン専門学校（AIR)
- 国際音楽エンタテインメント専門学校（SHOW!)
- 国際こども・福祉カレッジ（WM)
- 国際調理製菓専門学校（Food）
- 国際ペットワールド専門学校（WaN)
- 国際ホテル・ブライダル専門学校（wish)
- 専門学校新潟国際自動車大学校（GIA)
- 国際映像メディア専門学校（i-MEDIA)
- JAPANサッカーカレッジ（CUPS)
- 専門学校アップルスポーツカレッジ（ASC)
- 国際ビューティモード専門学校（BM)
- 国際自然環境アウトドア専門学校（i-nac)
- 日本アニメ・マンガ専門学校 (JAM)
- 国際スノーボード&スケートボード専門学校 (JWSC)
- 伝統文化と環境福祉の専門学校 (SADO)